# Cuauhtémoc, Jiquipilas
Cuauhtémoc är en ort i Mexiko.   Den ligger i kommunen Jiquipilas och delstaten Chiapas, i den sydöstra delen av landet, 700 km sydost om huvudstaden Mexico City. Cuauhtémoc ligger 582 meter över havet och antalet invånare är 1 300.
Terrängen runt Cuauhtémoc är kuperad åt nordväst, men åt sydost är den platt. Runt Cuauhtémoc är det ganska glesbefolkat, med 30 invånare per kvadratkilometer. Närmaste större samhälle är Cintalapa de Figueroa, 14,9 km norr om Cuauhtémoc. I omgivningarna runt Cuauhtémoc växer huvudsakligen savannskog.